# スピリチュアル・フェミニズム
スピリチュアル・フェミニズム（Spiritual feminism）とは、精神主義フェミニズムとも言われ、女性には月と呼応する神秘性があるとする考え方のことである。
フェミニズムの影響を受けてはいるが、社会思想というより宗教ないしオカルトの要素の強いものである。
その起源は1935年、ユング派の分析心理学者エスター・ハーディング（Mary Esther Harding）が著した『女性の神秘』であり、長らくその世界でバイブル視されてきたが、1984年にジーン・シノダ・ボーレン（Jean Shinoda Bolen）の『女はみんな女神』が刊行され、新たなバイブルとなった。だがさらにその起源を遡れば、19世紀末に思想史家バッハオーフェンが著した『母権論』（母権制）に遡る。バッハオーフェンは、古代世界では父権制ではなく母権制が支配していたと述べ、ギリシャ悲劇において、夫を殺したクリュタイムネストラが息子と娘によって殺されるのが、母権制から父権制への転換を象徴していると見たが、学問的根拠は乏しい。その後のクロード・レヴィ＝ストロース『親族の基本構造』によって、未開社会の調査から、母権制は存在しないことが明らかにされたが、日本史の世界でもかつて母権制が取りざたされたが、それは「母系制」であることが今では明らかになっている。いわば「原始共産制」のようなロマン主義的な学の歴史の一こまである。
しかしスピリチュアル・フェミニズムは、学問的成果とは別個に、古代ギリシャの女神、あるいはオリエント神話のイシュタルなどを崇拝し、自分たち（信者である女たち）を女神と同一視する。また日本では柳田國男の『妹の力』や『女性と民間伝承』がこれと似た働きをし、高群逸枝にも、古代における女の地位を高く見積もり、宗教的な傾向があったし、『青鞜』の「女人の性を崇拝せよ」にもその傾向はあった。
日本では戦後になって、谷川健一、宮田登らの民俗学者が、柳田の衣鉢を継いで女性の神秘な力を論じたことがあったが、本格化したのは1987年の佐伯順子『遊女の文化史』がエスター・ハーディングに依拠して遊女の聖性を論じてからである。ただ多くの読者はその源泉がスピリチュアル・フェミニズムであることには気づかなかった。佐伯はその後、スピリチュアル・フェミニズム研究に手を染めかけたが、日本で本格的にこの主張を行っているのは、作家の水上洋子である。